# 陶林厅
陶林厅，清朝时设置的厅。
光绪二十九年（1903年），析宁远厅北境于科布尔置，治所在今内蒙古自治区察哈尔右翼中旗。直属山西省。辛亥革命后，全国废府州厅改县，改为陶林县。 